# Dendrophryniscus
Dendrophryniscus – rodzaj płazów bezogonowych z rodziny ropuchowatych (Bufonidae).

## Zasięg występowania
Rodzaj obejmuje gatunki występujące w atlantyckich lasach Brazylii.

## Systematyka

### Etymologia
Dendrophryniscus: gr. δενδρον dendron „drzewo”; φρυνη phrunē, φρυνης phrunēs „ropucha”; przyrostek zdrabniający -ισκος iskos.

### Podział systematyczny
Do rodzaju należą następujące gatunki:
- Dendrophryniscus berthalutzae Izecksohn, 1994
- Dendrophryniscus brevipollicatus Jiménez de la Espada, 1870
- Dendrophryniscus carvalhoi Izecksohn, 1994
- Dendrophryniscus cuca Neves, Lima, Koroiva, Nali & Santana, 2023
- Dendrophryniscus davori Cruz, Caramaschi, Fusinatto & Brasileiro, 2019
- Dendrophryniscus haddadi Cruz, Caramaschi, Fusinatto & Brasileiro, 2019
- Dendrophryniscus imitator (Miranda-Ribeiro, 1920)
- Dendrophryniscus izecksohni Cruz, Caramaschi, Fusinatto & Brasileiro, 2019
- Dendrophryniscus jureia Cruz, Caramaschi, Fusinatto & Brasileiro, 2019
- Dendrophryniscus krausae Cruz & Fusinatto, 2008
- Dendrophryniscus lauroi (Miranda-Ribeiro, 1926)
- Dendrophryniscus leucomystax Izecksohn, 1968
- Dendrophryniscus oreites Recoder, Teixeira, Cassimiro, Camacho & Rodrigues, 2010
- Dendrophryniscus organensis Carvalho-e-Silva, Mongin, Izecksohn & Carvalho-e-Silva, 2010
- Dendrophryniscus proboscideus (Boulenger, 1882)
- Dendrophryniscus skuki (Caramaschi, 2012)
- Dendrophryniscus stawiarskyi Izecksohn, 1994